# Rhythm of Love Tour
A Rhythm of Love Tour Kylie Minogue ausztrál énekesnő harmadik koncertturnéja volt, melyen 1990-ben kiadott albumát, a Rhythm of Love-t népszerűsíti. A koncerteken bemutatásra kerültek a harmadik, illetve az előző két nagylemez dalai is. A turné ausztráliai és ázsiai koncerthelyszíneket érintett.

## Az előadott dalok listája
1. "Step Back in Time"
2. "Wouldn’t Change a Thing"
3. "Got to Be Certain"
4. "Always Find The Time"
5. "Enjoy Yourself"
6. "Tears on My Pillow"
7. "Secrets"
8. "Help!"
9. "I Should Be So Lucky"
10. "What Do I Have to Do"
11. "Je Ne Sais Pas Pourquoi"
12. "One Boy Girl"
13. "Love Train"
14. "Rhythm of Love"
15. "Shocked"

Encore
1. "Hand on Your Heart"
2. "Count the Days"
3. "The Loco-Motion"
4. "Better the Devil You Know"

## A turné állomásai
| Dátum             | Város         | Ország     | Helyszín                      |
| ----------------- | ------------- | ---------- | ----------------------------- |
| Ausztrália        |               |            |                               |
| 1991. február 10. | Canberra      | Ausztrália | National Indoor Sports Centre |
| 1991. február 13. | Perth         | Ausztrália | Perth Entertainment Centre    |
| 1991. február 15. | Adelaide      | Ausztrália | Memorial Drive Park           |
| 1991. február 16. | Melbourne     | Ausztrália | National Tennis Centre        |
| 1991. február 18. | Melbourne     | Ausztrália | National Tennis Centre        |
| 1991. február 19. | Melbourne     | Ausztrália | National Tennis Centre        |
| 1991. február 20. | Melbourne     | Ausztrália | National Tennis Centre        |
| 1991. február 22. | Brisbane      | Ausztrália | Brisbane Entertainment Centre |
| 1991. február 23. | Sydney        | Ausztrália | Sydney Entertainment Centre   |
| 1991. február 24. | Sydney        | Ausztrália | Sydney Entertainment Centre   |
| 1991. február 26. | Sydney        | Ausztrália | Sydney Entertainment Centre   |
| 1991. február 27. | Sydney        | Ausztrália | Sydney Entertainment Centre   |
| Ázsia             |               |            |                               |
| 1991. március 1.  | Telok Blangah | Szingapúr  | Harbour Pavilion              |
| 1991. március 2.  | Bangkok       | Thaiföld   | Thailand Cultural Centre      |
| 1991. március 3.  | Kuala Lumpur  | Malajzia   | Stadium Negara                |
| 1991. március 4.  | Tokió         | Japán      | Tokyo Bay NK Hall             |
| 1991. március 6.  | Oszaka        | Japán      | Osaka-jō Hall                 |
| 1991. március 8.  | Nagoja        | Japán      | Nagoya Rainbow Hall           |
| 1991. március 10. | Fukuoka       | Japán      | Fukuoka Kokusai Center        |

## Külső hivatkozások
- Kylie Minogue hivatalos honlapja (angol nyelven)